# Xamarin
Xamarin — американська компанія в галузі розробки ПЗ. Займається розробкою і підтримкою Mono та інструментів для розробки застосунків мовою C# для iOS, Android, Windows, Mac.

## Ім'я
Слово Xamarin походить від назви роду мавп Тамарин, замінивши провідну Т на X. Це знаходиться у відповідності з мавп'ячею темою іменування продукту, що використовується з тих пір, як Xamarin було засновано.[джерело?]

## Історія
Була заснована в травні 2011 Міґелем де Ікаса і Нетом Фрідманом (Nat Friedman) після розподілу активів компанії Novell.
Станом на 2013 рік в компанії працювало близько 76 осіб. У лютому 2016 року куплена компанією Microsoft за неназваною ціною. У складі Microsoft робота Xamarin буде зосереджена на розвитку платформи для розробки мобільних застосувань на мові C# з використанням технологій .NET. Поєднання напрацювань Xamarin з продуктами Visual Studio, Visual Studio Team Services і Azure утворює рішення, яке охопить всі аспекти, необхідні для розробки, тестування і поширення мобільних застосувань для будь-яких категорій пристроїв, включаючи пристрої на платформах Android і iOS.

## Продукти

### Xamarin.Platform
У лютому 2013 компанія випустила продукт Xamarin 2.0.
28 травня 2014 була випущена третя версія інструментів розробки. Однією з головних новинок став інструмент Xamarin.Forms, що дозволяє створювати інтерфейс користувача з набору візуальних елементів, що описуються на мові розмітки XAML. Інтерфейс відображається у візуальні елементи відповідної операційної системи (Android, iOS і WinPhone).

### Xamarin.Forms
Введений в Xamarin 3 28 травня 2014 року і дозволяє використовувати портативні підсистеми керування, які відображаються на рідному контролі Android, iOS і Windows Phone.

### Xamarin Test Cloud
Xamarin Test Cloud дає змогу тестувати мобільні додатки, написані будь-якою мовою на реальних, нерозбиваних пристроях у хмарі. Xamarin Test Cloud використовує тестування об'єктного інтерфейсу для моделювання реальних взаємодій користувача.

### Xamarin for Visual Studio
Xamarin стверджує, що єдиною IDE, яка дозволяє розробляти додатки для Android, iOS і Windows у Microsoft Visual Studio. Компанія Xamarin постачає додаткові модулі до Microsoft Visual Studio, що дозволяє розробникам створювати програми для Android, iOS та Windows у середовищі IDE за допомогою завершення коду та IntelliSense. Xamarin для Visual Studio також має розширення в Microsoft Visual Studio, які надають підтримку для створення, розгортання та налагодження програм на тренажері або пристрої. Наприкінці 2013 року компанія Xamarin і Microsoft оголосили про партнерство, яке включало подальшу технічну інтеграцію та програми для клієнтів, щоб вони могли створювати спільні бази розробників для всіх мобільних платформ. Крім того, Xamarin тепер включає підтримку Microsoft Portable Class Libraries і більшість функцій C # 5.0, таких як async / await. Генеральний директор і співзасновник компанії Xamarin, Nat Friedman, оголосив альянс на запуску Visual Studio 2013 у Нью-Йорку.
31 березня 2016 року Microsoft оголосила про те, що вони об'єднують все програмне забезпечення Xamarin з кожною версією Microsoft Visual Studio, включаючи Visual Studio Community, і це додало різноманітні можливості Xamarin, які були попередньо встановлені в Visual Studio, наприклад, емулятор iOS.

### Xamarin Studio
На момент випуску в лютому 2013 року Xamarin Studio був автономним IDE для розробки мобільних додатків на Windows і MacOS, як частина Xamarin 2.0 на основі проекту з відкритим вихідним кодом MonoDevelop. C #, конструктор інтерфейсу Android для створення користувальницьких інтерфейсів без XML, та інтеграція з Xcode Interface Builder для дизайну додатків iOS.

### Xamarin.Mac
Xamarin.Mac був створений як інструмент для розробки додатків Apple з використанням мови програмування C #. Xamarin.Mac, як і Xamarin.iOS і Xamarin.Android, дає розробникам до 90 % повторного використання коду в Android, iOS і Windows. Xamarin.Mac дає C # розробникам можливість будувати повністю рідні програми для какао для MacOS і дає змогу використовувати рідні програми, які можна помістити в Mac App Store.

### .NET Mobility Scanner
У сканері .NET Mobility Scanner компанії Xamarin розробники бачать, скільки їхніх кодів .NET може працювати на інших операційних системах, зокрема Android, iOS, Windows Phone і Windows Store. Це безкоштовна вебслужба, яка використовує Silverlight.

### RoboVM
У жовтні 2015 року компанія Xamarin оголосила про те, що вони придбали платформу для розробників шведської програми RoboVM for Java, подібно до її пропозицій. подібно до RoboVM, тому вони придбали компанію, внаслідок чого RoboVM працює незалежно від команди Xamarin. RoboVM дозволяє розробникам створювати Java-програми для iOS і Android з повністю власними інтерфейсами користувача, рідними функціями, а всі програми Java мають повний доступ до API для кожної платформи розробників.